# Крутой (Кемеровская область)
Крутой — упразднённый посёлок находившийся в административном подчинении поселка Боровой Кемеровского городского округа Кемеровской области. Исключён из учётных данных в 2001 году.

## География
Посёлок располагался на реке Алыкаевка, у железнодорожной станции Шахтёр на линии Барзас — Топки Западно-Сибирской железной дороги.

## История
Возник как посёлок железнодорожного разъезда Крутой (ныне станция Шахтер). В марте 1950 года включён в состав Боровского поссовета.
Решением ОИК № 91 от 28 марта 1983 г. принято ходатайство перед Советом Министров РСФСР о включении в городскую черту Кемерова 5256 га земель, с расположенными на них населёнными пунктами: Комиссарово Ягуновского сельсовета, Сухово Суховского сельсовета, Крутой Боровского поссовета и Улус-Мозжуха Заводского райисполкома.

## Население
| 1970 | 1979 | 1989 |
| ---- | ---- | ---- |
| 963  | ↘815 | ↘661 |